# Харт, Шавес
Шавес О’Нил Харт (англ. Shavez O’Neal Hart; 6 сентября 1992, Куперс-Таун, Абако — 2 сентября 2022, Северный Абако) — багамский легкоатлет, специализировавшийся в спринтерском беге. Серебряный призёр чемпионата мира в помещении 2016 года в эстафете 4×400 метров. Участник летних Олимпийских игр 2016 года.

## Биография

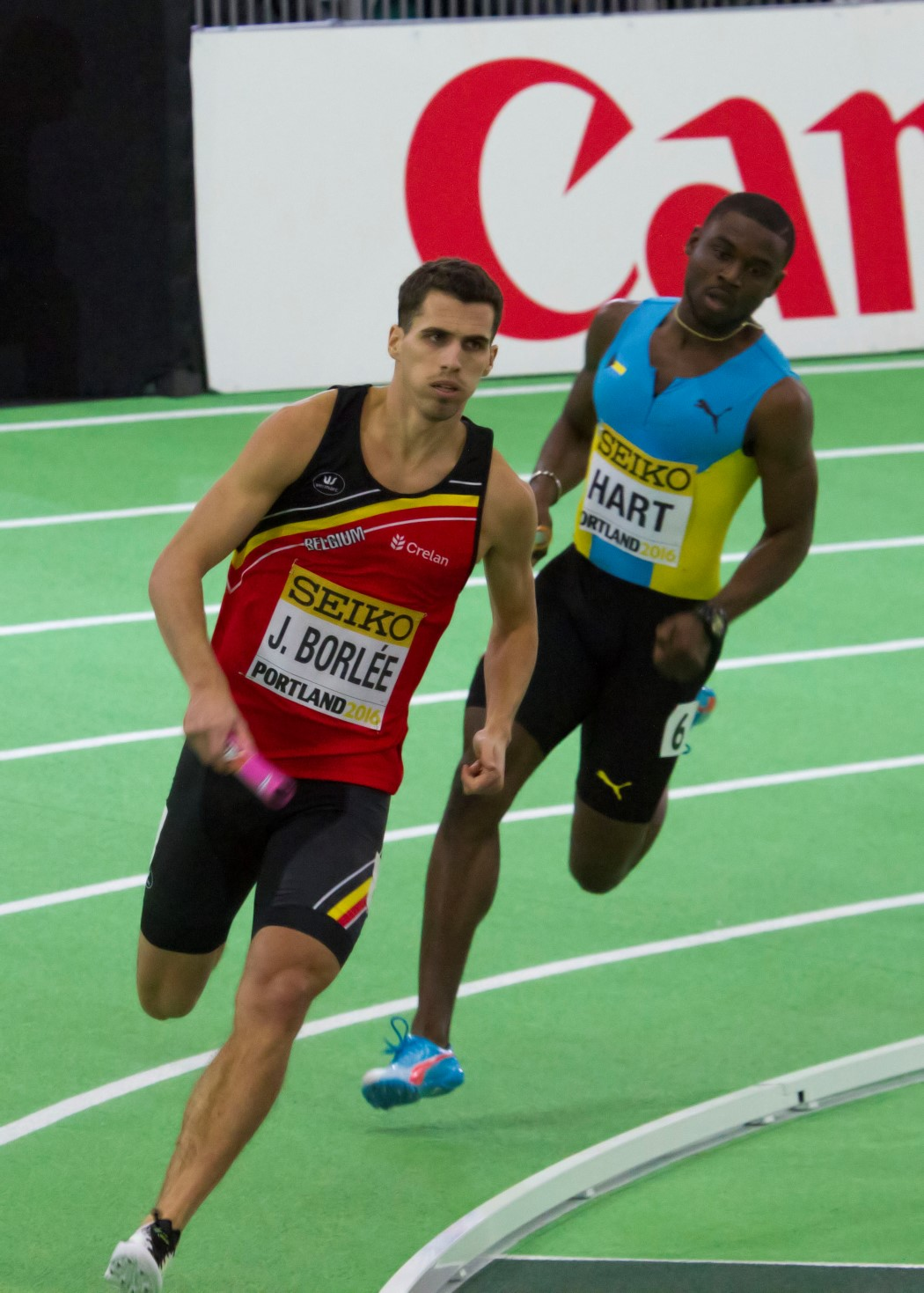
Харт (справа) в 2016 году

Начал заниматься лёгкой атлетикой в школе St. George’s High School. Впервые обратил на себя внимание в 2011 году, когда занял третье место в беге на 100 метров на соревнованиях CARIFTA Games и выиграл две бронзовые медали в эстафетах на Панамериканском юниорском чемпионате.
После первых успехов переехал в США, где продолжил учиться и тренироваться в колледже South Plains. Под руководством Блейна Уили улучшил личный рекорд в беге на 100 метров до 10,16 и попал в сборную страны на чемпионат мира 2013 года. На своём дебютном мировом первенстве не смог пройти дальше предварительных забегов.
На Играх Содружества 2014 года и Панамериканских играх 2015 года был в числе полуфиналистов на дистанции 100 метров.
В 2016 году стал серебряным призёром чемпионат мира в помещении в эстафете 4×400 метров с национальным рекордом 3.04,75. Участвовал в Олимпийских играх в Рио-де-Жанейро, но был далёк от попадания в полуфинал как в беге на 100 метров, так и на дистанции вдвое длиннее.
Был застрелен на Багамах за три дня до своего 30-летия во время драки на парковке возле ночного клуба в Маунт-Хоуп. Подозреваемый в убийстве бегуна был задержан и доставлен в отделение полиции.

## Основные результаты
| Год  | Турнир                                  | Место проведения          | Дисциплина       | Место       | Результат |
| ---- | --------------------------------------- | ------------------------- | ---------------- | ----------- | --------- |
| 2011 | Панамериканский чемпионат среди юниоров | Мирамар, США              | 100 м            | —           | DQ        |
| 2011 | Панамериканский чемпионат среди юниоров | Мирамар, США              | эстафета 4×100 м | 3-е         | 40,26     |
| 2011 | Панамериканский чемпионат среди юниоров | Мирамар, США              | эстафета 4×400 м | 3-е         | 3.14,96   |
| 2013 | Чемпионат мира                          | Москва, Россия            | 100 м            | 36-е (заб.) | 10,36     |
| 2013 | Чемпионат мира                          | Москва, Россия            | эстафета 4×100 м | 14-е (заб.) | 38,70     |
| 2014 | Игры Содружества                        | Глазго, Великобритания    | 100 м            | 17-е (1/2)  | 10,29     |
| 2014 | Игры Содружества                        | Глазго, Великобритания    | эстафета 4×100 м | 5-е         | 39,16     |
| 2015 | Панамериканские игры                    | Торонто, Канада           | 100 м            | 11-е (1/2)  | 10,18     |
| 2015 | Чемпионат мира                          | Пекин, Китай              | эстафета 4×100 м | 12-е (заб.) | 38,96     |
| 2016 | Чемпионат мира в помещении              | Портленд, США             | эстафета 4×400 м | 2-е         | 3.04,75   |
| 2016 | Олимпийские игры                        | Рио-де-Жанейро, Бразилия  | 100 м            | 37-е (заб.) | 10,28     |
| 2016 | Олимпийские игры                        | Рио-де-Жанейро, Бразилия  | 200 м            | 56-е (заб.) | 20,74     |
| 2017 | Чемпионат мира по эстафетам             | Нассау, Багамские Острова | эстафета 4×100 м | 11-е        | 39,18     |